# Артанія
Арта́нія (араб. ارثانية Arṯāniya, також Арта, Арсанія) — одна з трьох груп русів у IX—X століттях на території Східної Європи. Неодноразові спроби локалізації Артанії (в Північному Причорномор'ї, Ростовській землі, Середньому Подніпров'ї, Смоленську, на Уралі, в Скандинавії тощо) так і не завершилися успіхом. Частина істориків відносить проблему Артанії і трьох груп русів до помилкового переосмислення в арабської географічної науці легенди давніх слов'ян про ідеальний політичний устрій.
Поряд з Куявією і Славією згадується у творах низки арабських та перських географів: Аль-Балхі, Аль-Істахрі, Ібн-Хаукаль, Аль-Джанхані.

## Опис
Аль-Істахрі засвідчив до 965 року:
|  | «Руси. Їх три групи. Одна група їх найближча до Булгара… Друге плем'я, що живе далі за перше, називається Славією. Ще плем'я називається Артанією, а цар його живе в Арті…Що ж стосується Арти, то не відомо, щоби хто-будь з чужоземців досягав її, оскільки там вони (мешканці) вбивають всякого чужоземця, що приходить у їхню землю. Лише самі вони спускаються по воді й торгують, але не повідомляють нікому нічого про справи свої і свої товари і не дозволяють нікому супроводжувати їх і входити в їхню країну». |

За свідченням цього ж автора, Артанія торгувала з країнами арабського Сходу. З неї вивозили чорних соболів і свинець.
Столиця Артанії була — Арта. Але на сьогодні невідомо де знаходилась Артанія.
У листі хазарського кагану Йосипа до єврейського сановника Хасдая Ібн-Шафрута (X століття), перераховані народи, що проживають біля річки Ітиль; серед них - В-нн-тит (ймовірно Вантит) і Аріс (ймовірно Артанія).
Деякі дослідники ототожнювали Артанію з територією антів, з Тмутараканню, інші — з Черніговом, Рязанню чи Пліснеським городищем. Згідно Б. Рибакова ототожнюється з Роднем.

## Інтернет-ресурси
- Перші Держави Слов'ян. Артанія.